# Ivo de Figueiredo

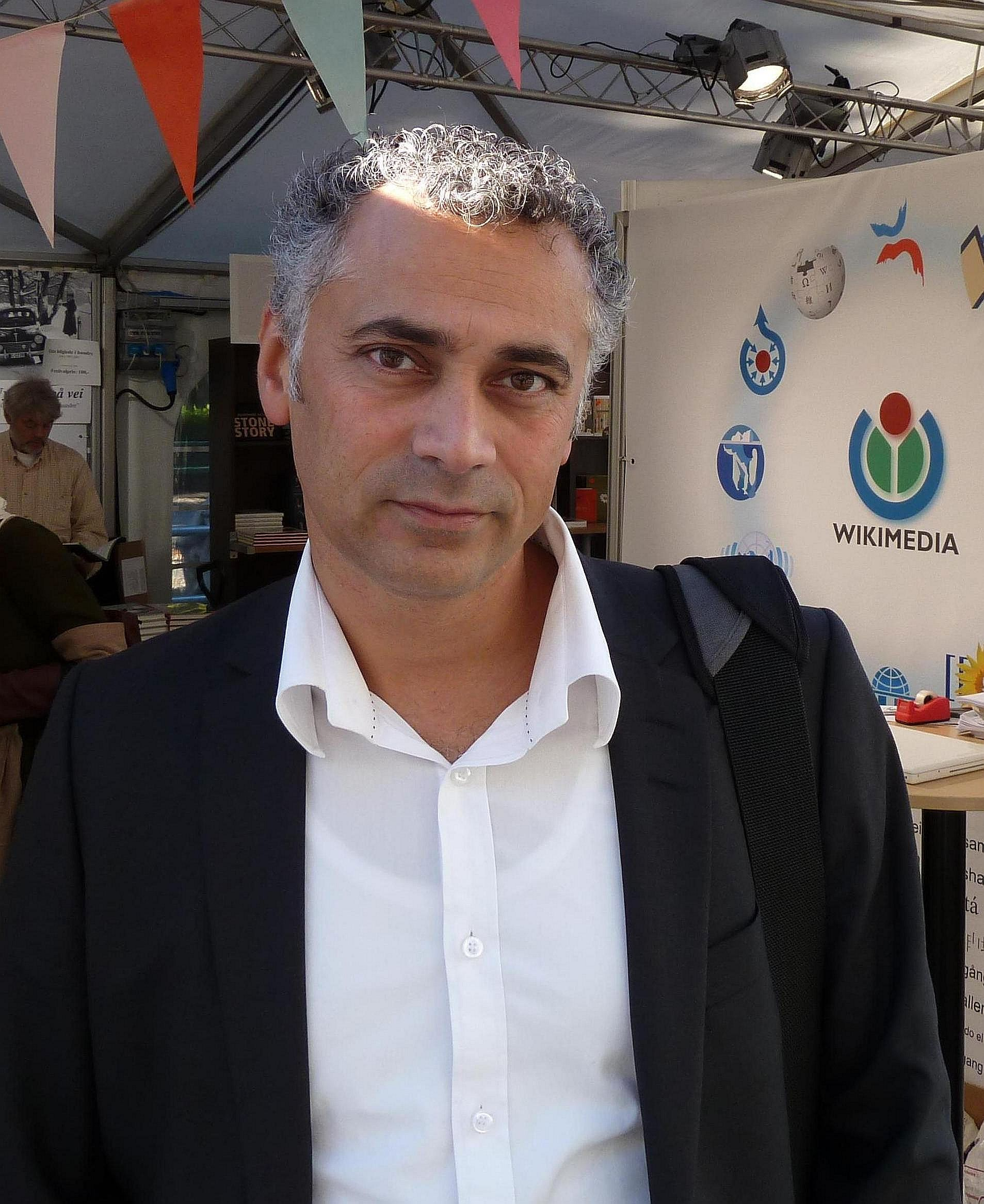
Ivo de Figueiredo (September 2010)

Ivo Bjarne de Figueiredo (* 30. April 1966 in Langesund) ist ein norwegischer Historiker und Biograf.

## Leben und Werk
Figueiredos Vater wurde in Sansibar geboren, aber seine Eltern stammten aus Goa. Er ließ sich Anfang der 1960er Jahre in Norwegen nieder.
Nach seinem philosophischen Examen studierte Figueiredo Religion, Geschichte und nordische Literatur an der Universität Oslo. Im Jahre 1994 absolvierte er einen Master-Abschluss in Geschichte mit einer Dissertation über die nationalsozialistische Partei Nasjonal Samling.
Sein Debüt war Fredrikstad bys historie VI. Mot et nytt årtusen (1999), der sechste Band der Serie über die Geschichte der norwegischen Stadt Fredrikstad. Für die Biografie Fri mann über Johan Bernhard Hjort erhielt er den norwegischen Literaturpreis Brageprisen. 2002 schrieb er zusammen mit Hans Olaf Brevig ein Buch über Faschismus in Norwegen. In den Jahren 2001–2003 verfasste er drei Artikeln für die biographische Enzyklopädie Norsk biografisk leksikon.
Im Jahre 2006 gab er den ersten Band einer Biographie über Henrik Ibsen heraus. Im selben Jahr schrieb er ein anderes Buch über Ibsen, das an Jugendliche gerichtet war. 2007 erschien der zweite Band der Biografie über Ibsen. Die Biographie bekam gute Rezensionen. Ein Buch über Henrik Wergeland, das auch für Jugendliche bestimmt war, erschien 2008. Für dieses Buch erhielt Figueiredo den Lehrbuchpreis für Kinder- und Jugendliteratur des Norwegischen Ministeriums für Kultur und Geistlichkeit.

## Werke
- Mysteriet Ingeborg Køber, Oslo 2010
- Støv. En bok om Henrik Wergeland, Oslo 2008
- Henrik Ibsen. Masken, Oslo 2007
- Slipp meg. En bok om Henrik Ibsen, Oslo 2006
- Henrik Ibsen. Mennesket, Oslo 2006
- mit Hans Olaf Brevig: Den norske fascismen. Nasjonal Samling 1933–1940. Oslo 2002
- Fri mann. Johan Bernhard Hjort. En dannelseshistorie, Oslo 2002
- Fredrikstad bys historie VI. Mot et nytt årtusen, Fredrikstad 1999
- En fremmed ved mitt bord (Familiefortelling) ISBN 978-82-03-36136-4.